# Record News Centro-Oeste
Record News Centro-Oeste foi um telejornal da rede de televisão brasileira Record News. 
Produzido diretamente nos estúdios de Brasília, de onde transmitia as principais notícias da região Centro-Oeste do Brasil, era exibido de segunda a sexta, logo após o Record News Nordeste.